# ジェイムズ・アレグザンダー (第3代カリドン伯爵)
第3代カリドン伯爵ジェイムズ・デュ・プレ・アレグザンダー（James Du Pre Alexander, 3rd Earl of Caledon、1812年7月27日 – 1855年6月30日）は、イギリスの政治家、アイルランド貴族。保守党に属し、庶民院議員、アイルランド貴族代表議員を務めた。
襲爵以前にアレグザンダー子爵の儀礼称号を使用した。

## 生涯
第2代カリドン伯爵デュ・プレ・アレグザンダーと妻キャサリン・フリーマン（1786年4月14日 – 1863年7月8日、第3代ハードウィック伯爵フィリップ・ヨークの娘）の一人息子として、1812年7月27日にロンドンで生まれた。1830年10月21日、オックスフォード大学クライスト・チャーチに入学した。
1833年5月31日、イギリス陸軍中尉および連隊少尉への辞令を購入して、コールドストリームガーズに配属された。1839年に大尉に昇進した。
1835年イギリス総選挙で保守党候補としてティロン県選挙区から出馬したが、510票（得票数3位）で落選した。1836年にアーマー県長官を務めた。1837年イギリス総選挙で再び保守党候補としてティロン県選挙区から出馬、無投票で庶民院議員に当選した。以降1839年に爵位を継承するまで議員を務めた。
1839年4月8日に父が死去すると、カリドン伯爵位を継承した。1841年5月8日にアイルランド貴族代表議員に当選、1855年に死去するまで務めた。
1855年6月30日にカールトン・ハウス・テラスで死去、ティロン県カリドンで埋葬された。同名の息子ジェイムズが爵位を継承した。

## 家族
1845年9月4日、ジェーン・フレデリカ・ハリエット・メアリー・グリムストン（Jane Frederica Harriet Mary Grimston、1825年1月17日 – 1888年3月30日、初代ヴェルラム伯爵ジェイムズ・グリムストンの娘）と結婚、3男1女をもうけた。
- ジェイムズ（1846年7月11日 – 1898年4月27日） - 第4代カリドン伯爵[1]
- ウォルター・フィリップ（1849年2月9日 – 1934年10月30日） - 陸軍軍人。1882年4月13日、マーガレット・キャサリン・グリムストン（Margaret Katherine Grimston、1929年9月12日没、フランシス・グリムストン閣下（英語版）の娘）と結婚、子供あり[6]
- ジェーン・シャーロット・エリザベス（1850年5月1日 – 1941年6月23日） - 1887年9月1日、エドマンド・バーカー・ヴァン・コウネット（Edmund Barker Van Koughnet、1905年3月27日没）と結婚、子供なし[6]
- チャールズ（1854年1月26日 – 1909年10月27日） - 1880年、ケイト・ステイナー（Kate Stayner、1946年2月4日没、チャールズ・ステイナーの娘）と結婚、子供あり[6]